# Brunotartessus aroaensis
Brunotartessus aroaensis är en insektsart som beskrevs av Evans 1981. Brunotartessus aroaensis ingår i släktet Brunotartessus och familjen dvärgstritar. Inga underarter finns listade i Catalogue of Life.